# Kantongerecht Gouda

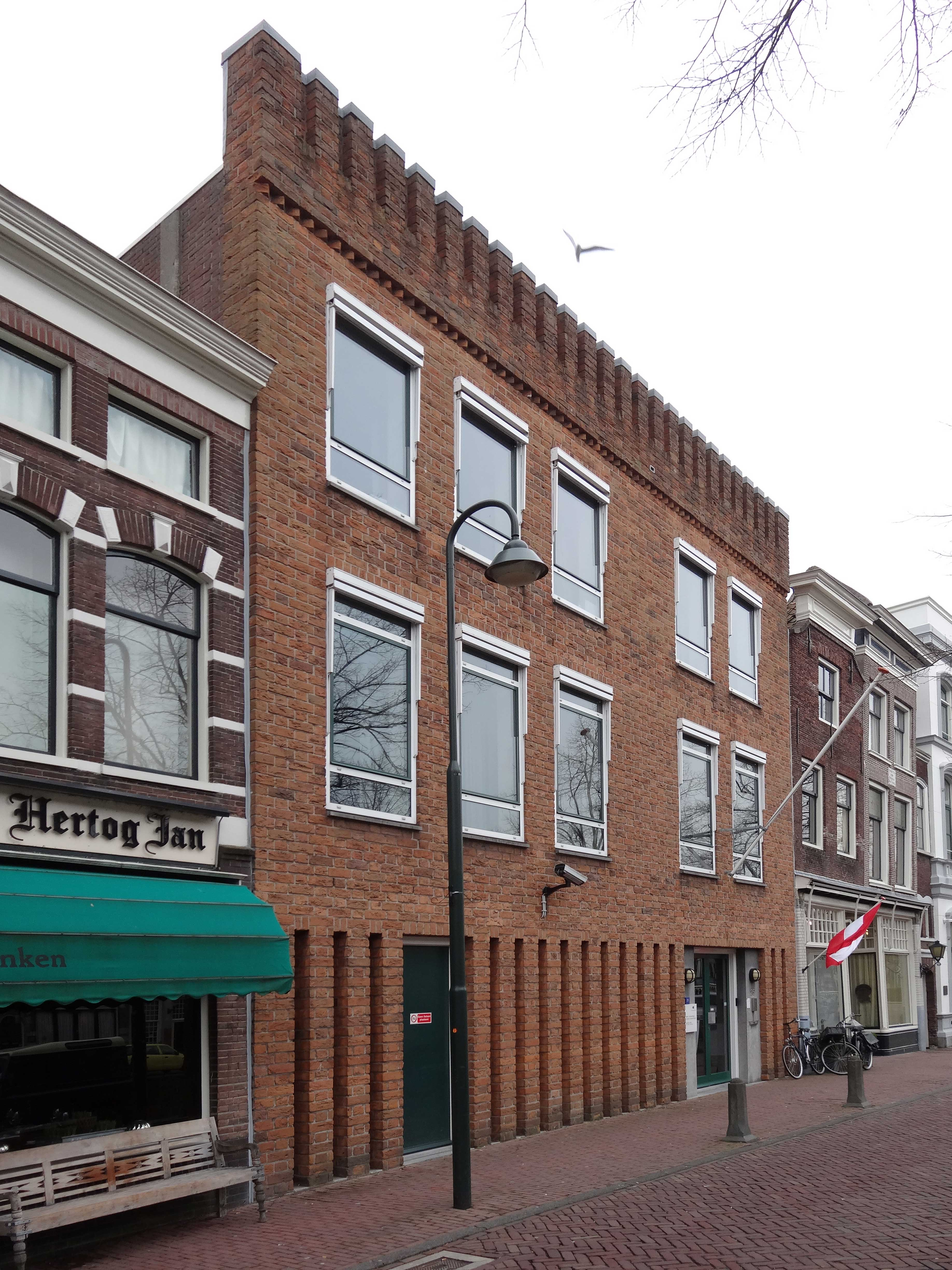
Het kantongerecht aan de Oosthaven

Het kantongerecht Gouda was van 1838 tot 2002 een van de kantongerechten in Nederland. Bij de oprichting was Gouda het zesde kanton van het arrondissement Rotterdam. Na de opheffing van het kantongerecht als zelfstandig gerecht bleef Gouda zittingsplaats, nu van de sector civiel van de rechtbank 's-Gravenhage. Gouda was in 1997 overgegaan van Rotterdam naar Den Haag. 
Het gerecht was vanaf 1855 gevestigd in het gebouw Arti Legi. In 1972 verhuisde het gerecht naar het pand aan de Oosthaven.